# HMS Cyclops (1871)
HMS Cyclops (Корабль Её Величества «Циклоп») — британский броненосец береговой обороны, головной типа «Циклоп», построенных для Британского флота в 1870-х годах во время угрозы войны. Спущен на воду в 1871 году, продан в 1903 году.

## Устройство

### Вооружение
- 2×2 — 254-мм дульнозарядных нарезных пушки длиной 14,5 калибров

С 1886—1889 также:
- 4×1 — 47-мм пушки Гочкиса длиной 40 калибров
- 5 пулемётов

### Бронирование
Пояс по ватерлинии: 152—203 мм
палуба: 38 мм
бруствер: 203—229 мм
башни: 229—254 мм
командирская рубка: 203—229 мм

## Двигатели
2-цилиндровые компаундные паровые машины типа «Джон Элдер»